# Veselin Temkov
Veselin Mihajlov Temkov (in bulgaro Веселин Михайлов Темков?; Pirdop, 3 giugno 1916 – 16 novembre 1997) è stato un cestista e allenatore di pallacanestro bulgaro.

## Carriera
Con la Bulgaria ha disputato i Campionati europei del 1947.
Da allenatore ha guidato la Bulgaria alle Olimpiadi di Helsinki 1952 e a tre edizioni dei Campionati europei (1951, 1953, 1961).
Ha inoltre guidato la nazionale bulgara femminile ai Campionati europei del 1952.